# Music & Me
《Music & Me》는 1973년 4월 15일, 모타운 레코드에서 발매된 미국의 가수 마이클 잭슨의 세 번째 스튜디오 음반이다. 이 음반은 2009년 3개의 디스크 컴필레이션 《Hello World: The Motown Solo Collection》의 일부로 재발매되었다.

## 배경 및 제작
이 음반은 당시 14세였던 잭슨이 보컬의 변화를 경험하고 음악계의 판도가 바뀌는 어려운 시기에 발매됐다. 모타운 레이블 동료인 마빈 게이와 스티비 원더의 영향을 받은 잭슨은 자신의 작곡을 음반에 포함시키고 싶어했지만 모타운은 이를 거절했다. 잭슨은 나중에 마이클과 그의 형제들의 모타운과의 계약을 해지하고 에픽 레코드와 수익성 있는 계약을 협상하는 일을 한 아버지 조지프 잭슨에게 이것에 대한 불만을 표현했다.
잭슨은 형제들과 잭슨 5의 멤버로 월드 투어를 하고 있었기 때문에, 이 음반에 대한 프로모션은 제한적이었다. 스티비 원더 커버곡 〈With a Child's Heart〉가 미국에서 싱글로 발매되어 빌보드 R&B 싱글 차트 14위, 빌보드 핫 100 차트 50위에 올랐다. 두 곡의 추가 곡인 〈Music and Me〉와 〈Morning Glow〉는 영국에서 싱글로 발매되었지만 차트에 오르지 못했다. 또 다른 트랙인 〈Too Young〉은 이탈리아에서 싱글로 발매되었고, 〈Happy〉는 호주에서 싱글로 발매되었고 〈Doggin' Around〉는 네덜란드에서 한정 발매 싱글로 발매되었다. 이 음반이 발매된 지 10년 후, 〈Happy〉는 모타운의 《18 Greatest Hits》 컴필레이션 음반을 홍보하기 위해 영국에서 싱글로 발매되었다. 음반의 콤팩트 디스크 주제는 음반의 텍스트가 바뀌었고 녹색의 음영이 더 짙어졌다.
음반 커버에 통기타를 치는 잭슨의 사진이 실렸음에도 불구하고, 그는 실제로 음반에서 악기를 연주하지 않는다.
이 음반은 데이브 블럼버그, 프레디 페렌, 진 페이지, 제임스 앤서니 카마이클이 편곡했으며 가수의 최저 판매량이다.

### 후속
이번 발매 이후, 모타운은 《Forever, Michael》이라는 제목의 또 다른 잭슨 솔로 음반을 발매하는데 2년이 걸릴 것이다. 《Music & Me》 이후 잭슨이 녹음한 솔로 음반은 잭슨 5의 〈Dancing Machine〉 싱글의 놀라운 대성공에 뒤이어 보류되었다. 이 음반은 나중에 오버더빙되어 1984년에 《Farewell My Summer Love》로 발매되었고, 《Thriller》 음반의 성공에 힘입어 돈을 벌었다.  이 음반의 오리지널 믹스는 1984년 리믹스와 함께 2009년 《Hello World: The Motown Solo Collection》의 일부로 발매될 예정이다.

## 컴필레이션 음반
《Music & Me》는 모타운 레코드가 1990년대 CD로 발매한 동명의 마이클 잭슨 컴필레이션 음반과 혼동되기도 한다. 1982년 《Motown Legends: Michael Jackson》은 바이닐로 작업했고 1985년 미국에서 발매됐다. 이 컴필레이션에는 1973년 음반의 모든 곡(〈Doggin' Around〉를 제외한)과 잭슨의 다른 음반의 몇 곡이 수록되었다. 이 CD는 미국에서 발매되지 않았지만, 수입품으로 구매가 가능하다.

## 반응
| 전문가 평가   | 전문가 평가 |
| 평가 점수     | 평가 점수   |
| 출처          | 점수        |
| ------------- | ----------- |
| AllMusic      | [ 9 ]       |
| Village Voice | (B–)        |

이 음반은 음악 평론가들로부터 호평을 받았다. 올뮤직 웹사이트에 대한 리뷰에서 론 윈은 이 음반의 곡들이 "구별력이 없었다"고 썼고, "잭슨은 잠정적이고 흥미 없는 목소리로 들렸다"고 그는 또한 "프로덕션과 편곡은 기껏해야 일상적이고 때로는 열악했다"고 썼다. 로버트 크리스트가우는 《빌리지 보이스》에서 "마이클은 타고난 리듬감을 가지고 있기 때문에 흑인 도니 오스몬드가 아니다"라고 썼지만, 그는 "잭슨이 진정한 통역가라면" "어디서 해석이 나오는지 이해할 수 없다"고 말했다.

## 곡 목록
| #  | 제목                       | 작사·작곡                                 | 재생 시간 |
| -- | -------------------------- | ----------------------------------------- | --------- |
| 1. | 〈With a Child's Heart〉   | 실비아 모이, 헨리 코스비, 비키 베이즈모어 | 3:34      |
| 2. | 〈Up Again〉               | 프레디 페렌, 크리스틴 야리안              | 2:47      |
| 3. | 〈All the Things You Are〉 | 오스카 해머스타인 2세, 제롬 컨            | 2:55      |
| 4. | 〈Happy〉                  | 미셸 르그랑, 스모키 로빈슨                | 3:19      |
| 5. | 〈Too Young〉              | 시드니 리프먼, 실비아 디                  | 3:37      |

| #   | 제목               | 작사·작곡                                        | 재생 시간 |
| --- | ------------------ | ------------------------------------------------ | --------- |
| 6.  | 〈Doggin' Around〉 | 레나 어그리                                      | 2:52      |
| 7.  | 〈Euphoria〉       | 리언 웨어, 재클린 힐리어드                       | 2:48      |
| 8.  | 〈Morning Glow〉   | 스티븐 슈워츠                                    | 3:36      |
| 9.  | 〈Johnny Raven〉   | 빌리 페이지                                      | 3:31      |
| 10. | 〈Music and Me〉   | 제리 마르첼리노, 멜 라슨, 돈 펜케톤, 마이크 캐넌 | 2:35      |